# 詔勅

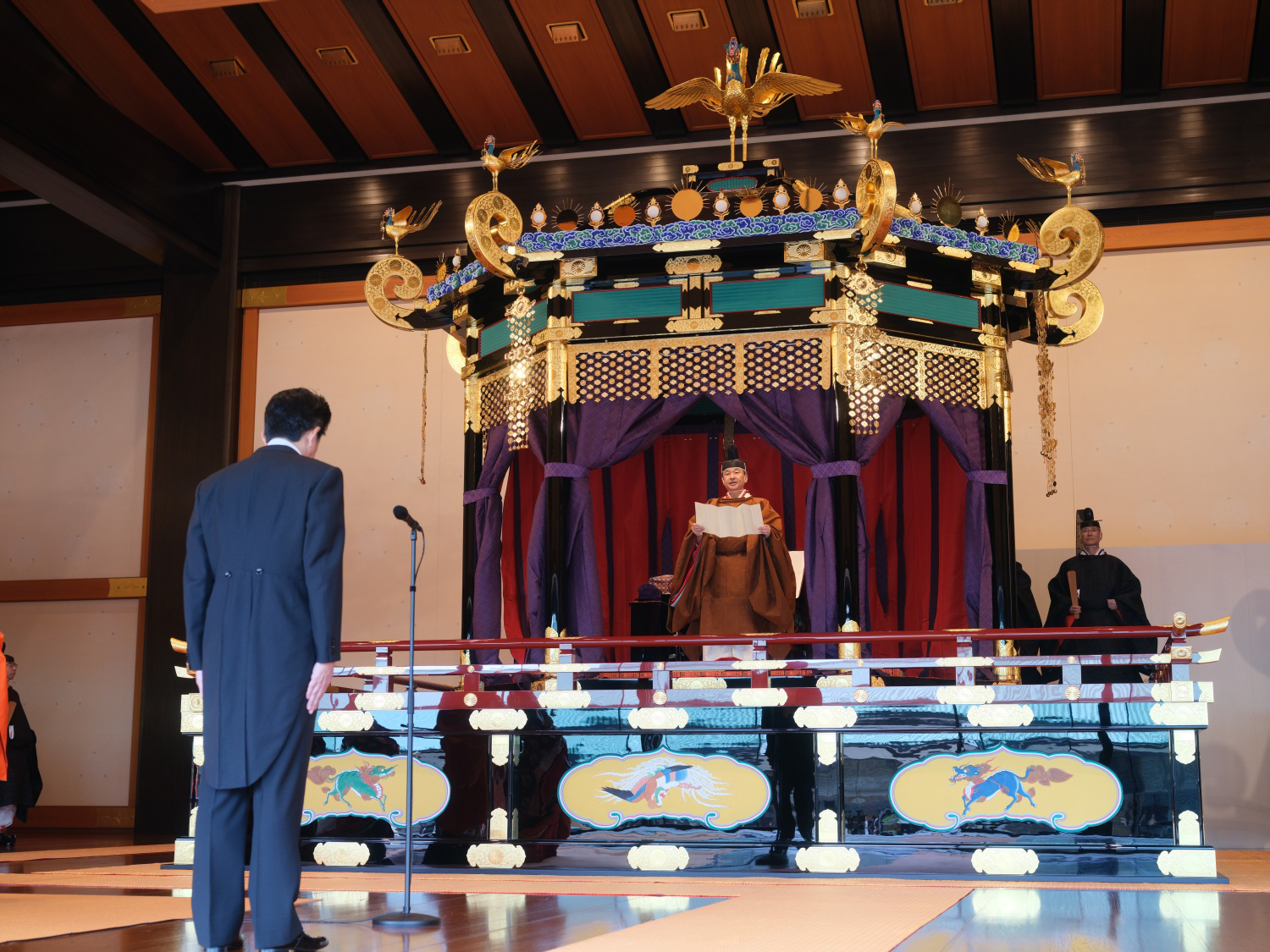
「おことば」を述べる天皇
2019年（令和元年）、即位礼正殿の儀

詔勅（しょうちょく）は、大和言葉で「みことのり」といい、天皇の御言（みこと）を宣る（のる）という意味である。明治維新後は綸言（天皇の言葉）を通じて詔勅と称した。昭和戦中期には勅旨（天皇の意思）を総じて詔勅と称した。天皇の叡慮を伝える詔書、勅書、勅語の総称である。
昭和戦前期の憲法学では、天皇の直接の叡慮（意思）を外部に表示したものを詔勅と呼んだ。天皇の大権が外部に表示される形式のなかでも詔勅が最も重要なものとされた。文書による詔勅には天皇が親署した後、天皇の御璽か国璽を押印した。口頭による詔勅もあり、これを勅語といった。

## 上古の詔勅

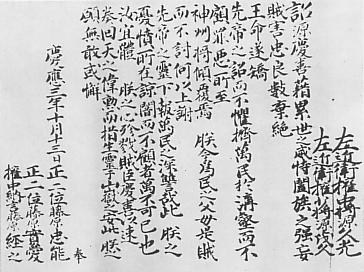
討幕の密勅

律令制以前、古くから天皇の言葉を指して、万葉仮名で美古登（みこと）と称した。これは御言という意味であった。また意富美古登（おほみこと）とも称した。これは大御言という意味であった。天皇の言葉を臣民に宣布するとき、これを美古登能利（みことのり）と称した。これは 命（みこと）を宣る（のる）という意味であった。そのうち神事にかかるものを能利登許登（のりとごと）と称した。宣祝言という意味であった。これを縮めて能利登（のりと）ともいい祝詞の字を充てた。
古代中国における「詔」や「勅」の語義は次のようであった。もともと「詔」の字は上から下に命じるというような広い意味で用いられていたが、秦漢時代以降に皇帝専用となったものであり、主として「教え告げる」という意味であった。これに対し「勅」の字には戒めるとか正すといったニュアンスがあり、皇帝が臣下を責めたり罰したりすることを意味する勅勘や勅譴などの熟語があるが、詔の字にはそのようなニュアンスや熟語はなかった。また、勅裁、勅断、勅選、勅撰、勅諭、勅許、勅問、勅答、勅諚という熟語には責めるという意味はないものの、皇帝個人の意思による判断、選択、教諭を、特定の臣下に下すという意味合いがあった。一方、詔の字は臣下の全体に対する皇帝の公的な側面が強く出ており、私的な側面は弱かった。
古代日本における「詔」「勅」の字の用例を古事記や日本書紀に見ると、中国における語義と関係なしに、編者が巻ごとに一方の文字のみを用いる傾向があった。たとえば記紀神話が記された神代巻を見ると、日本書紀1巻2巻では、詔が0件、勅が42件であり、全て勅であったが、古事記上巻ではこれと全く対照的に、詔が92件、勅が0件であり、全て詔であった。古事記の本文は全体を通じて勅の字の用例は一例しかなかった。

## 律令制での詔勅
日本において隋や唐の律令制を模倣して詔勅という名称が生まれた。文武天皇の定めた大宝令が詔勅の制の初見であった。令の公的注釈である令義解は「詔書・勅旨、これ同じく綸言なり。臨時の大事を詔となし、尋常を小事を勅となす」として、事の大小により詔と勅とを区別したが、後世の詔・勅の文字の用例は必ずしも令義解の定義に準拠していなかった。臨時の大事に詔と称し尋常の小事に勅と称するといっても、臨時にも小事があり、尋常にも大事があって、必ずしも事の大小で区分できなかったからである。およそ儀式を整え百官を集めて宣明するものを詔と為し、そうでないものを勅と為した。外国使への伝命、改元・改銭・大赦、神社・山陵への告文、立皇后・立太子・任大臣などを詔書と為し、それ以外を勅旨と為した。詔勅を美古登能理（ミコトノリ）と称した。これは「大命（おほミコト）を宣聞す（ノリきかす）」という意味であった。宣命や宣旨の名称もこのとき始まった。
職員令に「内記掌造詔勅」とあり、詔勅の文案を作るのは中務省所属の内記の職掌であった。『職原抄』によれば、儒門の中で文筆に堪える者を内記に任じ、詔勅宣命を起草させたという。また、『禁秘御抄』によれば、内記が不在の時は弁官が天皇に奏上したという。
詔勅の文案を審査しこれに署名するのは中務卿輔の職掌、詔勅を起草するのは内記の職掌、詔勅を勘正するのは外記の職掌とされた。これらは最も機密の官であり、宮衛令に「凡詔勅未宣行者非官不得輙看」（およそ未だ宣行していない詔勅は担当官以外が軽々しく見てはならない）と定められた。
諸国に施行すべき詔勅は太政官符の中に全文引用して行下した。これを謄詔勅という。謄詔勅は在京諸司に誥するより筆写にかかる労力が多いため、文案の長短にしたがって歩合給を与えた。また、職制律にその筆写を遅怠した者やこれを誤写した者などの罪名を載せた。
頒布する詔勅のうち百姓に関するものは、京職・国司から里長・坊長を経て百姓に宣示した。公式令は、里長や坊長が部内を巡歴し百姓に宣示して人ごとに暁悉（通知）させると定めた。

### 詔書
詔文の書式は以下のようであった。外国使に大事を宣する詔書は冒頭に「明神御宇日本天皇勅旨」と掲げた。これは「明神（あきつみかみと） 宇（あめのした） 御（しろしめす） 日本（やまとの） 天皇（すめらが） 勅旨（おほみことらま）」と訓じる。外国使に中事を宣する場合には「明神御宇天皇詔旨」といった。朝廷の大事である、立坊、立后、元日に朝賀を受ける場合には詔書の初めに「明神御大八洲天皇詔旨」という文言を掲げた。これは「明神（あきつみかみと） 大八洲（おほやしまぐに）御（しろしめす） 日本（やまとの） 天皇（すめらが） 詔旨（おほみことらま）」と訓じた。中事には「天皇詔旨」と掲げ、小事には単に「詔旨」と掲げるにとどめた。詔文の終わりには「咸聞」という文言を置いた。これは「咸（もろもろ）聞（きこしめさへ）」と訓じた。
詔書を施行する手順はおよそ以下のとおりであった。
1. まず内記が天皇の意を承けて詔文を起草する。詔文の後は改行して年月を書き、日を記さないでおく。
2. 草案を箱に入れて内記みずから御所に参じて天皇に奏上する。
  - 『内裏式』によれば、参議以上か内侍に令して御所に進めるというが、これは他の諸書に見えない異説である。
3. 日が記されていない草案に、天皇みずから日を書き入れる。これを御画日という。
4. 御画日を終えたあと、中務省の卿（一等官）か輔（二等官）一人を召してこれを給う。
  - 『北山抄』によれば、この時もし輔が参じなければ丞（三等官）に給い、丞以上が参じなければ録（四等官）を召すことはせずに、これを外記に給って伝令させるというが、このことは稀有の例である。
5. 御画日のある文書は、中務省において、卿がこれを受けて大輔に宣し、大輔がこれを奉じて少輔に付し、これを留めて案と為し、少輔が別に一通を書き写す。
  - 『令集解』によれば、書写に中務丞以下は参与できないという。
6. 写した書面上、年月日の次に三行にわたって「中務卿（位）臣（姓名）宣」「中務大輔（位）臣（姓名）奉」「中務少輔（位）臣（姓名）行」と署名する。
  - これは詔書の場合であり、勅書の場合はこれと違って、卿にも輔にも臣の字を書かず、輔は中務の二字を省き、下に宣奉行を注記しない。
  - 卿がもし不在であれば大輔の名の下に「宣」と書き、少輔の名の下に「奉行」と書く。大輔も不在であれば少輔の名の下に「宣奉行」と併せ書く。
  - 令義解には、少輔すらも不在であれば丞と録がこれに準ずることができるされている。しかし、『令集解』によれば丞以下は参与し得ずといい、『北山抄』によれば丞以上が参じなければ録を召さずというから、実際には録が連署することはなかったようである。
7. 中務省では宣奉行を署した後、これに中務省印を押し、太政官に送る。
  - 『西宮記』や『北山抄』に「省進外記」とあり、中務省から太政官の外記に進ずるという。
8. 太政官において、外記は中務より送られて来た詔書案の後に太政大臣以下大納言以上の「（官位）臣（姓名）」を記入し大納言に進す。
9. 大納言は大臣以下の署名を取り、内侍を経由してこれを天皇に覆奏する。
  - 『北山抄』および『小野宮年中行事』によれば、大納言が不在であれば中納言が代わって覆奏し、さらに中納言も不在であれば大臣が覆奏するという。
  - 『北山抄』によれば内侍が不在のときは蔵人を経由して行うという。
10. 詔書には、年月日の次の行に天皇みずから「可」の字を書き入れる。これを御画可と称す。
  - 論奏の批准には「聞」の字を書き入れる。
11. 御画可のある詔書は、大納言がこれを受けて外記に授ける。
12. 外記は詔書を太政官に留めて案と為し、更に謄写して天下に布告する。以上[10]。

在京の諸司には詔書の写しの官符を副えて行下し、諸国には官符に謄写して施行した。詳しくいうと、詔書の頒行には誥と施行の区別があった。誥は在京の官省台職寮使の諸司に下すことをいい、施行は誥を終えて諸国に下すことをいった。誥は詔書を直写し別に太政官の符文を副えて行下した。施行は太政官符の中に詔文を引用した文書を作って行下した。ゆえに令に「更謄官符施」（さらに官符に謄写して施行する）とある。誥と施行の書式については類聚符宣抄を参照のこと。
押印の方法は次の通りであった。天皇の御画日が終わったあと中務少輔が自分で一通を写した後、詔文の最初から最後の少輔の姓名に至るまで文字のある全箇所に隙間なく中務省印を押した。そして中務省から太政官を経て天皇に覆奏し、天皇が御画可を終えた後、在京諸司に誥するときは太政官印（外印という）を用い、諸国に施行する謄詔勅には天皇御璽（内印という）を用いた。いずれも隙間なく押印する例であった。
天皇が幼少であれば、摂政が天皇に代わって御画日・御画可を行った。また、皇太子が監国している時は、令旨をもって勅旨に代えることができたが、詔書に代えることはできなかった。

### 勅
勅も詔書と同じく天皇の言葉であり、その用途は詔書より広かった。摂政や関白に随身を賜い、皇子に姓を賜い、内親王を三后に準じて封戸を充てる類いはどれも勅書を用いた。令義解に所謂「尋常の小事を勅と為す」ものがこれに該当した。
勅書を施行する手順はほぼ詔書と同じであり、以下のとおりであった。
1. 初め侍従もしくは内侍が勅を奉じて中務省に宣送する。
  - 『新儀式』によれば大臣が命を承けて内記に起草を令するともいう。
2. 中務省は勅書の正文を内侍に付して天皇に覆奏する。
3. 覆奏の後、中務省で卿・大輔・少輔が署名し、中務省印を押し、これを留めて案と為す。
4. 中務省に留める案とは別に一通を写して押印・署名をし、太政官に送る。
  - 『令集解』によれば少輔以上から太政官に送る。
5. 太政官では天皇への覆奏を行わず、中務省より来た勅書の後ろに直に大弁以下少弁以上が連署してこれを太政官に留めて案と為す。
6. 太政官に留める案とは別に一通を写し、これを施行する。「奉勅旨如右」の文言以下を弁官の史が書き入れる[7]。
7. およそ勅書はその文言を直写してこれに弁官と史官の姓名を署し外印を捺し官符を副えて下すのを正則とする。諸国に行下すべき勅書は謄勅の官符を用いる。これは謄詔の方法と同様である。以上[7]。

公式令の勅旨式には、御画日や御画可について書かれていない。諸書をみると、『新儀式』に「勅書に御画日御画可なし」とあり、また『北山抄』勅書条に「公式令に御画日可などのこと見えず。しかして『年中行事』に、詔書・勅旨みな画日を用い覆奏の文には画可すと。このこと拠る所なし。しかれども古来御画日あり、また詔書に準ず。太政官の覆奏、未だその意を知らず」とある。したがって勅書に御画日や御画可がないのが旧式であったと考えられる。
詔書と勅書では署名に違いがあった。中務省においては、詔書に卿・大輔・少輔の三人とも署名の上に「中務」の字を冠して位臣姓名を署したその下に各々「宣」「奉」「行」の字を書き入れたが、勅書には卿のみが中務の字を冠して大輔・少輔はその字を省き、位姓名を署すだけであって、臣の字や宣奉行の字を書き入れなかった。また太政官においても、詔書に太政大臣・左大臣・右大臣・大納言四人が官位臣姓名を署したが、勅書にはただ大中少弁と史官の官位姓名を書き入れて施行した。これは詔勅の軽重の違いを示すものであった。
衛府および兵庫のことを処分するため捷径に諸司に勅する場合はその本司から覆奏して中務省は奏しなかった。また緊急時に勅書を出す暇がない場合や、太政官を経由すると遅緩する恐れのある場合は、中務省がまず「勅（云々）」の状を記載してこれを所司に移文し、用件を実行させ、その後で正式の勅書を行下した。
天皇は諸臣からの上表や論奏などに答えるために勅書を与えることがあり、これを勅答といった。新任の大臣の上奏には三度にわたる勅答があり、それ以外はその都度に勅答があった。勅答は、中納言か近衛中将に勅書をもたせて派遣し、その邸宅において与えた。
緊急の勅旨は太政官を経由せず、中務省が所司に移して事を行い、その正規の勅旨は後で施行した。細事の勅旨は中務省が勅状を記して弁官に申し送り、施行の日になって勅旨と称した。勅旨交易や勅旨田などがこれに該当した。そのほかに別勅や口勅があった。別勅は太政官を経由せずに勅旨を施行した。口勅は勅命を口頭で通達するものであって、天皇みずから宣うか、あるいは諸司に命じて勅旨を伝宣させた。また天皇自筆の勅書もあった。
皇太子が監国している時は令旨を勅旨に代えた。

### 宣命
唐の律令制に倣い、詔勅の名を立てた後、即位・改元・立后・立坊および国家の大事は和文で宣告した。これを宣命といい、漢文の詔勅と並び行われた。あるいは、当初の詔の書式は全て和文であったが、後に漢文の書式を定め、和文の書式を宣命と呼んで区別したともいう。
本居宣長によると、宣命とは命を受け伝えて宣り聞かせることをいう。神祇令に「中臣宣祝詞」（中臣は祝詞を宣す）とあって令義解に「宣は布なり。言ふは、神に告げるに祝詞を以てし、百官に宣明す」とあるように、宣命の宣もその意味であった。日本書紀の継体天皇紀に「宣教使」とあるが、これも勅旨を宣聞する使者のことであった。そのほか宣旨・宣示などというときの宣の字は全て宣聞することに関係した。
延暦年間（平安遷都前後）の頃から、宣命の用途は一変した。『北山抄』は次のようにいう。神社・山陵の告文、立后・立太子・任大臣節会、任僧綱・天台座主、喪家の告文の類いを宣命とする。奏覧の儀は詔書と同じであり、別に宣命の式はない。宣命すべき詔書を宣命と呼ぶ。御画のないものを前例と為すべきでないからである、と。これにより、恒例の行事のみに宣命を用い、臨時には用いられなかったことが分かる。
即位・立后・立太子・大嘗などの大儀には、宣命の大夫が殿から降りて順序によって宣命するのを例とした。朝儀の宣命と神社・山陵の告文は近世まで行われた。これは詔勅とは違う形式であった。

公式令によれば詔書の文は「明神御大八洲天皇詔旨」等に始まり「咸聞」で終わるが、続日本紀に載る宣命は「現御神止大八島国所知天皇我大命良麻止詔大命乎」に始まり「諸諸聞食止詔」で終わっていた。その読みは次のとおりであった。
現御神と 大八島国 所知 天皇が大命らまと詔大命を・・・〔本文〕・・・諸諸聞食と 詔
これは単に漢訳と和語の違いでしかない。
以上のように宣命はもともと上の命を下に宣聞する義であったが、特に神社・山陵の告文のみを宣命と称していた。明治維新の初め、この用例は古義ではないとされたため、宣命の呼称を廃し、天皇みずから親祭するものを御告文と称し、勅使が奏するものを祭文と改めた。

### 宣旨
宣旨はもともと勅旨を宣り伝えるという意味であった。職員令の『令集解』に「宣は宣出なり、旨は勅旨なり」とあり、詔書を宣聞することを宣命というのと同様である。国防令に「凡有所征討兵馬発日侍従充使宣勅慰労」（およそ征討の兵馬が出発する日は侍従を勅使に充て勅を宣して慰労する）とあるのがこれである。当時は専ら簡便の制度を設け、大抵は勅旨に代えて宣旨を用いた。このことは『西宮記』や『北山抄』に宣旨の条目が多いのを見ても分かる。しかしその後一転して別に口勅を宣り伝える簡便法になった。宣旨には次のものがあった。
- 大宣旨は大臣が宣して弁官が奉じるものをいった。その包紙に史官の名を書いた。
- 小宣旨は大臣より弁官に伝宣して在京諸司に下すものをいった。大史が署名した。
- 口宣旨は弁官より大史に伝宣して下させるものをいった。録が署名した。
- 国宣旨は弁官から国司に下すものをいった。史官が署名した。以上[17]。

このほか宣旨を下す前に太政官より小状に書いて下すことがあり、これを官宣旨といった。官宣旨はもはや天皇の言葉ではなかった。

## 明治前期の詔勅

### 沿革
明治維新の初め、王政復古の大号令は御沙汰書の形式で行われた。明治新政府は法令の頒布の一部を御沙汰書と称した。御沙汰書は天皇の意思を間接に伝達する形式であった。法令に「被仰出」「被仰下」「被仰付」「御沙汰」の文言を用いることは行政官の発する法令に限って許された。
1868年（慶応4年）の五箇条の御誓文と御宸翰は古来なかった形式であった。同年、政体職制を定め、史官の勘詔勅の制を立てた。以後、史官は官名を頻繁に変えつつ、詔勅の事を掌った。ただし同じ年の明治改元にあたり詔が出されたときは、中務卿が宣奉行する旧式を用いた。
1871年（明治4年）に太政大臣を置き、正院事務章程に「勅書に加名鈐印（署名押印）するは太政大臣の任たるべし」と定めた。
1873年（明治6年）に正院事務章程を潤飾し、勅旨特例の事件は太政大臣の名を以って正院より発令し、また勅書や奏議に太政大臣が加名鈐印することを載せた。
1875年（明治8年）正院事務章程を更に改正し、勅旨・特例の事件は太政大臣の奉勅をもって発すべしと定めた。こうして奉勅の制ができたが、当時は宣布の詔勅には概ね奉勅がなかった。ただし命令や委任の勅書は御璽と奉勅を以ってするのを正式とした。当時は明治草創期にあって未だ定式がなかったからである。
1879年（明治12年）内閣書記官が設置され、詔勅命令の起草を掌ることになった。同年、公文上奏式及施行順序を定め、詔勅については、大臣が勅旨を承けて内閣書記官に案を作らせ、大臣参議がこれを検討し、天皇に覆奏して裁可を請い、天皇が可の字の印を自分で押して大臣以下に付し、例によって施行させるものとされた。
1981年（明治14年）布告布達式により「太政大臣奉勅旨布告」、すなわち布告は太政大臣が勅旨を奉じて布告することが定められた。同年、明治十四年の政変に伴って出された国会開設勅諭には奉勅大臣が署名した。翌年の軍人勅諭には御名御璽があって奉勅がなかった。同年の幼学綱要を頒布する勅諭は宮内卿が奉勅した。
1983年（明治16年）官報発行心得条件を定め、官報に詔勅の欄を設けた。以後は官報の詔勅欄において重大な事件を公布した
1886年（明治19年）の内閣制度発足後、公文式が制定され、これにより初めて天皇が親署し大臣が副署する例が開かれた。それまで国内に発表される詔勅に天皇が自分の実名を親署する例はなかった。一般に天皇の実名は「いみな」として忌避されており、天皇が自ら署名することがなかったためである。
1889年（明治22年）に発布された大日本帝国憲法では、「国務ニ関ル詔勅」に国務大臣の副署を要すると規定された。そのほか皇室典範・憲法・附属法令では「詔書」「勅書」「勅命」「勅許」「勅諭」など様々な名称が混在した。
1890年（明治23年）に帝国憲法が施行される前に教育勅語が発せられた。教育勅語は天皇の親署と御璽を有するのに、国務大臣が副署せず、正式に宣誥もしなかった。

### 詔勅の種類
明治前期の詔勅は法規分類大全によって分類・列挙された。法規分類大全は内閣記録局が作成したものであり、帝国憲法が発布された1889年（明治22年）までの詔勅がその第1編に収録され、帝国憲法が施行された1890年（明治23年）の詔勅がその第2編に収録された。
法規分類大全は、明治維新の後の綸言（天皇の言葉）を詔勅と総称し、勅書・勅旨・勅諭など名称は様々あっても実質は同じであるとした。また、詔勅を分類して、詔、勅、御宸翰、上諭、勅諭、宣命、御祭文、御告文、勅問、御下問、勅旨、勅語、策命、誄辞、御沙汰書、御委任状、訓条、御国書、御親書、御批准書、証認状の順に列挙した。
詔については、その例として1868年改元の詔、1870年大教宣布、1872年改暦の詔、1873年地租改正の詔などがあった。詔勅の形式が様々ある中で、広く大事を宣布するときは、概ね詔で行い、勅を用いることはなかった。ただし、小事に詔を用いることはあった。詔には太政官の布告を副えることもあれば副えないこともあった。詔は概ね御璽や奉勅の形式をとらなかった。
勅については、1869年（明治2年）陰暦正月の政始式を小御所に行って文武諸官を奨励したのが最初の勅書であった。このとき輔相が勅書を読み上げ、勅書の写しをもって諸官に伝えた。その後、概ね以下のようなものを勅と称した。徴召としては、例えば1869年（明治2年）の長州藩主の徴召の勅があった。派遣として、例えば1871年（明治4年）の伊達宗城の清国派遣の勅や、1882年（明治15年）の伊藤博文の欧州派遣の勅があった。賞賜は、功労を褒賞し賜金や叙勲を行う類いであった。褒貶のうち褒は使臣の復命や将官の凱旋に際してこれにお褒めの言葉を下す類いであり、貶としては例えば1879年（明治12年）に琉球藩の不審を糺す勅があった。慰問は、例えば1873年（明治6年）に大臣の病気を慰問した勅があった。このほか軍の総督以下を慰問する類いであった。奨励としては、例えば1871年（明治4年）に華族を奨諭した勅があった。臨時職任命は征討総督や参軍を命じる類いであった。命令としては例えば元老院に国憲の起草を命じる勅があった。委任は巡幸に際して大臣に庶政を委ねる類いであった。以上のほか、式典に行幸して言葉を賜う類いがあった。
御宸翰（天皇の真筆の書簡）としては、1968年（明治元年）陰暦3月14日の御宸翰があった。法規分類大全にはこれ一点しか収録されなかった。
上諭は律の頒布の際や公文式の公布の際に付された。公文式制定により法律や勅令は上諭を以って公布されることになった。
勅諭は諭したり戒めたりするときに用い、宣布に用いることは少なかった。1881年（明治14年）の国会開設の勅旨には勅諭の名称を用いた。これには奉勅大臣が署名した。公衆に宣諭するためであった。翌年（明治15年）の陸海軍人への勅も勅諭の名称を用いた。これには御名御璽があって奉勅がなかった。天皇みずから将卒に訓告したためであった。このことは参議山県有朋の奏請に詳しい。同年、幼学綱要を頒布する勅諭は宮内卿が奉じた。どれも他の詔勅と事体が異なるためであった。
宣命は維新後もっぱら神祇や山陵に用いた。政治に関する宣勅は概ね詔勅の形式をもって行い、これに宣命を用いることがなかった。1873年（明治6年）に宣命を御祭文に改称し、宣命の名称はなくなった。
御祭文は、勅使が神前で奏した。法規分類大全に御祭文として分類されたものを見ると、五箇条の御誓文の際に天神地祇へ奏した御祭文と、皇室典範と帝国憲法発布の際に伊勢神宮へ奏した御祭文があった。どちらも天皇以外が読み上げる形式であり、天皇の一人称を伴うものではなかった。
御告文は天皇みずから親祭するときのものである。法規分類大全に御告文として分類されたものを見ると、1875年（明治8年）に2件、1889年（明治22年）2月11日に皇室典範・帝国憲法を発布する際の賢所御告文と紀元節御告文があった。1889年の御告文は、天皇みずから神前で読み上げる形式であり、天皇の一人称は「皇朕」（すめらわれ）であった。なお、この御告文について、法規分類大全に収録されたものと官報に掲載されたものとを比べると、構成・内容・表記が違っている。
勅問として法規分類大全に収録されたものは、1869年（明治2年）、万機施設の方法を勅問した1件のみであり、そのほかに御下問として収録されたものが同年に3件あった。
勅旨については、法規分類大全の目録では、1871年（明治4年）の特命全権大使岩倉具視への勅旨と、1873年（明治6年）の外務卿副島種臣への勅旨についてのみ、勅旨として分類していた。それぞれ内容をみると、岩倉への勅旨は、岩倉を米欧に派遣するものであり、その勅旨の後ろに、条約改正に関する別勅旨と、岩倉に随行する理事官への勅旨が付属していた。副島への勅旨は、琉球藩民54人が台湾で殺害された事件の処置について全権を委任するものであり、この勅旨の後ろに、清国政府との交渉に関する別勅が付属していた。これら付属の別勅は、大臣に伝達させる形式であり、冒頭に「勅旨」の文字を掲げ、その次に事項を列挙し、末文を「右勅旨件件遵奉シテ愆ルコト勿ルヘシ」（右、勅旨、件々遵奉してあやまることなかるべし）といった語句で結び、最後に奉勅大臣が署名していた。
勅語は、吉凶軍賓嘉（祭祀・喪葬・軍事・外賓・冠婚）の五礼の際に下された。また臨時に内外人を引見したり式場に行幸したりして直接に口勅することがあり、文書に写して与えることがあった。教育勅語は、渙発翌日の官報では宮廷録事に「教育ニ関スル勅語」と称され、文部省訓令別紙に「勅語」の題をつけられたが、内閣記録局の法規分類大全では「教育ニ関スル勅諭」と称され勅諭に分類され、勅語に分類されなかった。後年、教育勅語は詔書に当るとされ、天皇の親署と御璽を有する詔書でありながら国務大臣が副署せず正式に宣誥もしなかったのは変例であるとされた。
策命（過去の人物を追賞する勅命）として法規分類大全に収録されたものは、楠木正行（南朝方武将）や大石良雄（赤穂浪士）などを追賞する策命が5件あった。
誄辞（弔辞）は、その形体は様々であり、初め駢体の漢文を用い、後に改めて和文を用いる形式になった。御璽を押し奉勅大臣が署名し、贈官・贈位は別に官記・位記を副えるのを正式とした。あるいは御沙汰書を用いてその子孫に賜うことがあった。法規分類大全の目録で誄辞に分類されたものは18件であった。
御沙汰書は天皇の意思を太政官や大臣が伝達する形式であり、褒賞・譴責・贈賜・弔祭・慰諭・奨励などにこの形式を用いた。維新当初に王政復古の大号令や征討の大号令と称するものもこの形式の一種であった。御沙汰書は詔勅布告の外にあってその用例は最も広かった。御沙汰書に直接その内容を書くことがあり、また御沙汰書を詔勅・官記・位記などに副えることもあった。いずれも大臣奉勅の例はなかった。法規分類大全の目録で御沙汰書に分類されたものは4件しかなかった。

### 詔勅の文体
明治維新の初め、詔勅の文体は和文も漢文もどちらも用いた。おそらく適時適宜にやっていた。しだいに和文が多くなり1879年（明治12年）に内閣書記官を置いた後は漢文を用いなくなり、詔勅の文体が定まった。大宝令以来、詔勅に漢文を用いる例であり、安政元年の鐘を以って砲を鋳るの勅書や文久二年五月に幕府に下した勅書などは漢文を用いていた。文中に有衆・庶衆・群臣の語がある詔勅は、どれも天下に公布することを常例とした。

### 詔勅起草担当官
詔勅の起草を掌る者については、明治維新の初めの史官から内閣書記官に至るまで、頻繁に官名が変わったが、いずれも詔勅のことを担当した。起草担当官の変遷は以下のとおりであった。
- 1868年（慶応4年）政体職制を定め、史官の所掌に初めて勘詔奏を掲げた。史官は旨を受けて草案をつくった。あるいは主務の局署より底案を天皇に上奏し、史官がこれを繕写した。
- 1869年（明治2年）史官を改めて大史・権大史を置きその所掌は旧によった。
- 1871年（明治4年）枢密史官の所掌に詔勅の文字を省いたが、正院事務章程に「勅詔…を検し法案を草するは枢密史官の掌たり」という文があることを見ると、詔勅の起草が史官の担当であったことが分かる。
- 1873年（明治6年）内史の章程で特に詔勅を大内史の所掌とし、詔勅を専ら担当させた。
- 1875年（明治8年）正院の職制を改め詔勅制誥をもって直に内史の所掌と為し、同年さらに改めて大少史と為し、ひきつづき詔勅公文を担当させた。
- 1879年（明治12年）内閣書記官を置き詔勅命令の起草を担当させた。以上[6]。

宣命は概ね式部寮が起草した。

## 帝国憲法下の詔勅

### 明治公式令以前の詔勅
1890年（明治23年）帝国憲法施行から1907年（明治40年）公式令制定までの間、詔勅が官報の詔勅欄で公表されたほか、宮廷録事、帝国議会、彙報、戦報の各欄に勅語が掲載されることがあった。

#### 国務大臣の副署のある詔勅
帝国憲法第55条では「国務ニ関ル詔勅」に国務大臣の副署を要すると規定された。副署とは天皇名に副えて署名することであり、当然に天皇の親署を前提としていた。
天皇親署と国務大臣副署のある文書で官報の詔勅欄に掲載されたものとしては、帝国議会の召集・開会・停会・会期、衆議院解散・貴族院停会、衆議院議員選挙、貴族院議員補欠選挙の詔勅がある。そのほか特例の詔勅として、和協の詔勅、清国に宣戦する詔勅、義勇兵を止める詔勅、元帥府設置の詔勅、李鴻章襲撃事件に関する詔勅、清国との講和後に関する詔勅、遼東半島還付に関する詔勅、米西戦争に対する局外中立の詔勅、改正条約実施（内地雑居）に関する詔勅、ロシアに宣戦する詔勅、ロシアとの講和に関する詔勅が官報の詔勅欄で公表された。
このほか1892年（明治25年）衆議院の予算先議権の疑義に関する勅諭は官報の詔勅欄でなく帝国議会欄に「貴族院へ勅諭」と題して掲載された。これには御名御璽と内閣総理大臣の副署があった。

#### 国務大臣の副署のない詔勅
元勲優遇の詔勅には、帝国憲法施行後になっても、御名御璽と大臣副署がなかった。これは、山県有朋や伊藤博文や松方正義が内閣総理大臣を辞める時などに与えられたものであり、「朕（官位勲爵氏名）ヲ待ツニ特ニ大臣ノ礼遇ヲ以テシ茲ニ元勲優遇ノ意ヲ昭ニス」といった文をもって、官報の詔勅欄で発表された。必ずしも内閣総理大臣を辞める時にだけ与えられるものではなく、山県は日清戦争の戦中戦後に閣外で軍務従事中に2度与えられた。また松方は第2次山県内閣の大蔵大臣を辞める際に山県とともに与えられた。
このほか、天皇の親署と国務大臣の副署のないものとしては次のものがあった。
- 1891年（明治24年）来日中のロシア皇太子ニコライが襲われた大津事件に際し、事件当日午後9時付けで勅語を下し、同日付の官報号外の詔勅欄に掲載した。この詔勅は暴行者の処罰を命じているものの御名御璽がなく大臣副署もなかった[60]。
- 日清戦争時の大本営については、宮中への移転[61]、広島への移転[62]、東京への移転[63]、解散[64]の都度、官報において「仰出サレタリ」として御名御璽がなく、陸軍・海軍両大臣の署名があるのみ形で掲載された。また、掲載の表示は特になく、これのみに掲載であった、広島への移転の他は、御名御璽により公布されるもの末尾に、二重線で区切った状態で掲載されていた。具体的には、宮中への移転は、勅令の、東京への移転は、詔勅の、解散は、豫算外國庫ノ負擔トナルヘキ契約のあとに掲載されていた。このことから東京への移転は、詔勅の後に掲載されたが、詔勅という扱いではないということになる。
- 1897年（明治30年）英照皇太后の大喪の時、内帑金（天皇の御手許金）を各地方の慈恵救済に充てるという旨が官報詔勅欄に掲載された[65]。これと同じ内容のものは大正期以降「恵恤の儀につき勅語」と称して宮廷録事欄に掲載される[66]。

#### 勅語
通例として、帝国議会の開院式や閉院式のたびに勅語が下され、官報の帝国議会欄に掲載された。帝国議会に関する特例の勅語としては次のものがあった。
- 1893年（明治26年）衆議院の上奏に関して内閣各大臣への勅語。これは官報の宮廷録事欄に「勅語」と題して掲載された。御名御璽がなく大臣副署もなかった[67]。
- 1897年（明治30年）衆議院の奏請を採納し、内帑金と官僚納金を製艦費に充てるのを止める勅語。これは官報の宮廷録事欄に「勅語」と題して掲載された。御名御璽がなく大臣副署もなかった[68]。
- 1901年（明治34年）貴族院に増税法案の可決を望む勅語。これは官報の帝国議会欄に「勅語」と題して掲載された。御名御璽がなく大臣副署もなかった[69]。当時この勅語に大臣副署のないことが政治問題となった。貴族院が増税法案を否決しようとしたので、勅語を貴族院に下して増税法案を可決させたが、その勅語の写しに大臣副署がなかった点が問題視された。当時貴族院議長からの質問に対し、伊藤首相はみずから勅語に責任を負うと弁明した[70]。当時の新聞記事は、今回の勅語を1892年の「貴族院ヘノ勅諭」と比較し、1892年の勅諭は御名御璽と大臣副署があったので服従を要したが、今回の勅語はそれがないので服従しなくていいのであろうかと疑問を呈した[71]

日清日露の戦中戦後には、軍や軍人への勅語が官報の戦報・彙報に多数掲載された。日露戦争では開戦に先立ち海軍大臣・陸軍大臣に「露国との交渉を断ち我独立自衛の為に自由の行動を執らしむる」旨の勅語を与え、その後ロシア旅順艦隊を奇襲し宣戦布告を経た後にこの勅語を官報に掲載した。軍や軍人への勅語は短文のものが多いが、日露戦争の和議成立後に陸海軍に下賜された勅語は比較的長文であった。
日露戦争の開戦前後に伊藤博文・松方正義・山県有朋・井上馨に「卿カ啓沃ニ頼ルヲ惟ヒ」「卿ヲシテ国家要務ノ諮詢ニ応セシ」むという文言を含む勅語が下され、官報の宮廷録事欄に掲載された。日清・日露の講和会議にあたっては全権受任者に勅語を下した。このほか戦後に日本赤十字社、帝国軍人援護会、浄土真宗本願寺派などに対し戦争協力を褒賞して勅語を下すことがあった。

### 明治公式令以後の詔勅
1907年（明治40年）に公文式を廃し公式令を定め、文書による詔勅の形式を網羅して一定した。同年、軍令ニ関スル件（軍令第1号）により軍令の形式を定めた。
詔勅には、共通して天皇名を書き、天皇の御璽か日本の国璽を押印した。天皇名については、通常は天皇自身が親署するが、摂政設置中は摂政が天皇名を代署し摂政名の自署を副えた。本項では、天皇名を書き御璽を押印することを「御名御璽」と略記する。
詔勅には原則として大臣が副署した。副署とは天皇名に副えて署名することであり、当然に天皇の親署を前提としていた。副署の順序は、内閣総理大臣を首位に置き、その他の大臣は宮中席次の順位とすることが妥当とされた。
文書による詔勅の形式を種類別に見ると以下のとおりであった。

#### 詔書
別段の形式の定めがない詔勅のうち、「宣誥」されるものが詔書、されないものが勅書であった。宣誥という言葉は、おそらく天皇が国民に公布することを意味するといわれた。1904年上奏「公式令草案」によると、既に詔と勅の2種の名称があるから、その区別を明らかにしないのは宜しくないという理由で、おおむね大宝公式令の定義「臨時の大事を詔となし、尋常の小事を勅となす」に則り、当時の制度を考慮しつつ、これを変更し、詔書と勅書を区別したという。
詔書は、一般に宣誥される詔勅のうち、法令の上諭など別段の形式のある詔勅を除いたものであった。詔書は、法令と違って一般法規を定めるものではなく、行政行為や事実の告知のほか、道徳的意義のみを持つものなどがあった。皇室の大事や大権の施行に関する勅旨は詔書をもって宣誥した。
皇室の大事に関する詔書には、御名御璽の後、宮内大臣が内閣総理大臣とともに副署した。宮内大臣のほかに内閣総理大臣も副署する理由は、皇室の大事は国家の大事でもあるからであるとされた。皇室の大事に関する詔書には、たとえば摂政設置の詔書、立后の詔書、立皇太子の詔書などがあった。
大権の施行に関する詔書には、御名御璽の後、内閣総理大臣が単独で副署するか他の国務各大臣とともに副署した。公式令以前、大権の施行に関する勅旨は勅令として公布されたほか官報の詔勅の欄で宣誥された例が多かった。憲法と附属法令には勅命・勅許・勅諭など様々な名称があったが、その実体において大権の施行に関し宣誥されるものは、公式令によって全て詔書とされた。
大権の施行に関する詔書としては、たとえば帝国議会召集・開会・閉会・停会の詔書、衆議院解散の詔書、衆議院議員選挙を命じる詔書、貴族院議員選挙を命じる詔書、改元の詔書などがあった。栄典の授与についても、前韓国皇帝を冊して王と為し李堈と李熹を公と爲したのは詔書で宣誥された。また、局外中立宣言、恩赦、減刑も詔書で宣誥された。外交上の重大事件や、そのほか様々な機会に出された詔書として、戊申詔書、韓国併合の詔書、対ドイツ宣戦詔書、関東大震災直後の詔書、国民精神作興の詔書、明治節設定、国連離脱の詔書、紀元2600年の詔書、日独伊三国同盟の詔書、米英に宣戦の詔書、朝鮮台湾住民国政参与の詔書、終戦の詔書、降伏の詔書、人間宣言があった。   

#### 勅書
勅書は、一般に宣誥されない詔勅のうち、位記・官記など別段の形式のある詔勅を除いたものであった。公に宣誥されないので、国民一般に対して直接の効力を持たなかった。したがって特定人や特定機関に渡されるものや、皇室や政府の内部の決定に係るものに限られた。勅書は皇室の事務に関するものと、国務に関するものに区別された。
皇室の事務に関する勅書には、御名御璽の後、宮内大臣が副署した。皇族の婚嫁の許可の詔書、皇族懲戒の詔書、世伝御料に編入する土地物件の設定の詔書などがあった。
国務大臣の職務に関する勅書は、御名御璽の後、内閣総理大臣が副署した。公式令の条文上「国務ニ関スル」ではなく「国務大臣ノ職務ニ関スル」とした理由は、皇室の事務も広義には国務に当たるからであるとされた。国務大臣の職務に関する勅書としては、たとえば国葬を賜う勅書があった。
憲法改正案を帝国議会に付議する勅命も勅書を以って行うとされた。実際、1946年に憲法改正案である日本国憲法案は勅書の形式をもって議会に提出された。なお、1907年公式令以降、帝国議会の召集・開会は詔書を以って行われたが、それより以前の1890年第1回帝国議会の際に内閣記録局が作成した法規分類大全第2編は帝国議会の召集・開会を詔でなく勅に分類していた。
このほか、1904年上奏「公式令草案」では、元勲優遇や前官待遇の特旨（慣例）、国務大臣として内閣員に列する特旨（内閣官制第10条）、元帥の称号を賜う勅旨（元帥府条例第1号）は勅書によるべしと説明していた。公式令制定以後、元勲優遇の勅書が桂太郎や松方正義に下賜されたことが官報に掲載された。なお、元老優遇の御沙汰書などは勅語の写しという扱いであって大臣の副署がないという説もあった。

#### 法令の上諭
法令のうち重要なものは条文の前に上諭を付けて公布した。上諭には御名御璽の後、大臣が副署した。公布は官報を以って行った。上諭を附す法令には次のようなものがあった。
- 帝国憲法は、1889年の発布時に上諭を付し、その上諭は御名御璽の後、内閣総理大臣が枢密院議長や他の国務各大臣とともに副署した。1907年公式令制定により、帝国憲法改正の上諭には枢密顧問の諮詢と帝国憲法第73条による帝国議会の議決を経た旨を記載し、内閣総理大臣が他の国務各大臣とともに副署することになった[104]。1946年日本国憲法公布の上諭はこの形式を備えている[105]。
- 皇室典範は、1889年の制定当初、上諭に御名御璽があるだけで大臣副署がなく、その公布も命じらなかった[106]。同年公刊された伊藤博文著「皇室典範義解」は皇室典範を皇室の家法として位置づけていたが[107]、1905年の伊藤博文上奏「公式令草案」は皇室典範を憲法と並ぶ国家の基本法として位置づけ直し、皇室典範は憲法を変更しない範囲内で法律を凌駕する効力を有するものとした[108]。1907年の公式令制定により、皇室典範の改正が公布されることになり、その上諭には皇族会議と枢密顧問の諮詢を経た旨を記載し、御名御璽の後、宮内大臣が国務各大臣とともに副署することになった[109]。
- 皇室令は、その上諭に御名御璽の後、宮内大臣が単独で副署するか、国務大臣の職務に関連する場合は内閣総理大臣とともに副署するか、あるいは内閣総理大臣と主任の国務大臣とともに副署するかした[110]。皇室令は公式令制定とともに新設された法形式であった[111]。皇室典範に基づく諸規則、宮内官制、その他皇室事務に関し勅定を経た規程のうち発表を要するものを皇室令とした[110]、
- 法律は、その上諭に、帝国議会の協賛を経た旨を記載し、御名御璽の後、総理大臣が単独で副署するか、他の国務各大臣とともに副署するか、主任の国務大臣とともに副署するかした[112]。法律は1885年の公文式で勅令とともに設けられた法形式であるが、1890年帝国憲法施行まで法律と勅令の区別は名称だけの区別にすぎず、法的意義のある区別でなかった[113]。帝国憲法施行により、法律は帝国議会の協賛を経ることを要することになった[114]。政府より提出する法律案は、内閣で議定した後に天皇の勅裁を得て、内閣総理大臣と主任大臣が連署して勅旨を奉じて帝国議会両院のいずれかに提出した[115]。天皇は法律を裁可し、その公布と執行を命じた[116]。
- 勅令は、その上諭に、御名御璽の後、総理大臣が単独で副署するか、他の国務各大臣とともに副署するか、主任の国務大臣とともに副署するかした[117]。1907年公式令制定より前は勅令の上諭に総理大臣以外の国務大臣が単独で副署することもできたが、公式令制定以降は総理大臣が必ず副署するようになった[118]。また、以下の勅令はその旨を上諭に記載することになった[117]。
  - 枢密顧問の諮詢を経た勅令（重要ナル勅令[119]）、
  - 貴族院の諮詢や議決を経た勅令（華族ノ特権ニ関ル条規[120]、貴族院令改正増補[121]）、
  - 帝国憲法第8条第1項による勅令（緊急勅令）、
  - 帝国憲法第70条第1項による勅令（緊急財政処分）、以上[117]。
- 国際条約を発表する時は上諭を付して公布し、その上諭には枢密顧問の諮詢を経た旨を記載し、御名御璽の後、総理大臣が主任の国務大臣（外務大臣）とともに副署した[122]。
- 予算と予算外国庫負担は、その上諭に帝国議会の協賛を経た旨を記載し、御名御璽の後、総理大臣が主任の国務大臣（大蔵大臣）とともに副署した[123]。予算とは、会計年度の歳出歳入を予定し、その制限内に行政機関を準拠させるものであった[124]。本項目では予算を便宜上法令に分類したが、当時は、予算を法律や勅令と見なすのは妥当ではなく、予算は予算としてそれ自体が一種の公文であるのは慣例の認めるところであるとされた[125]。予算外国庫負担は公式令で「予算外国庫ノ負担トナルヘキ契約ヲ為スノ件」といい、これは一会計年度に限られる予算の外にあって会計年度をまたいで国庫の負担となるような補助・保証・その他の契約を締結するときに帝国議会の協賛を求める文書であった[126]。
- 軍令は、軍の統帥に関し勅定を経た規定であり、そのうち「公示」を要するのは上諭を付し、その上諭には、御名御璽の後、陸軍大臣と海軍大臣が単独または共同して副署した[127]。軍令は、大元帥としての天皇の命令であるから軍隊に対してのみ効力を持ち、また、統帥に関する規定であるから統帥大権の作用に限られ国務上の大権に関わらないといわれた[80]。

以上の法令につき、一つの法令の中でどの部分を詔勅と見なすかという点については、その上諭のみを詔勅を見なすこともあれば、法令それ自体を詔勅と見なすこともあった。この違いは天皇機関説事件のとき問題になった。美濃部達吉は検事の取り調べをうけたとき、法令それ自体を詔勅と見なすべきであると主張して次のように供述した。帝国憲法第55条第2項の「法律勅令其ノ他国務ニ関スル詔勅ハ」という規定は法律勅令を「国務ニ関スル詔勅」の代表的事例と見る趣旨である。法律勅令のうち上諭のみを詔勅と解すべきではない。詔勅の本体は法律勅令の本文であり、上諭はその前文である。上諭自体も詔勅であるが、法律勅令は上諭と一体をなして詔勅と見るのが妥当である。予算や予算国庫負担についても同様である、と。以上の供述について、美濃部の弟子の宮澤俊義は、法律や勅令も「国務ニ関スル詔勅」の性格をもっていたという説明は美濃部独特のものであり、取り調べの検事たちにおそらくかなりの違和感を与えたと推測している。

#### 外交文書
外交文書のうち、国書その他外交上の親書、条約批准書、全権委任状、外国派遣官吏委任状、名誉領事委任状、外国領事認可状は、御名国璽（御璽ではない）の後、主任の国務大臣（外務大臣）が単独で副署した。ただし外務大臣に授ける全権委任状には内閣総理大臣が副署した。また、外国の元首に向けた慶弔の親書には国務大臣の副署がなかった。これは、慶弔の親書は外交上の儀礼でしかなく政治上の意味を持たないからであるといわれた。

#### 辞令書
任官・授爵・叙位・叙勲のうち、天皇自ら行う親任・親授の辞令書は詔勅の形をとった。
官記（任官辞令書）のうち、天皇が親任式を行って任命する官（親任官）の官記には、御名御璽の後、原則として内閣総理大臣が副署した。内閣総理大臣以外が副署する例外は次の通り。
- 内閣総理大臣の官記には他の国務大臣か内大臣が副署した[133]。この官記には国務大臣が副署するのが常則であったが、国務大臣が不在の場合には、国務大臣でない内大臣が単独で副署することがありえる規定であった[134]。この規定は国務大臣が皆「故障」した場合に備えての「便法」とされていた[135]。もっとも、実際の運用では、内閣総辞職の場合であっても、一人の国務大臣が一時留任し、新任の内閣総理大臣の官記に副署した後に辞任することを慣例としていた[136]。
- 宮内官の官記には宮内大臣が副署した[133]。
- 宮内大臣の官記には内大臣が副署した[133]。

爵記（授爵辞令書）は、御名御璽の後、宮内大臣が副署した。これは公式令制定前からの慣例であった。
位記（叙位辞令書）のうち一位の位記には、御名御璽の後、宮内大臣が副署した。これは一位が天皇から親授されるものであるからとされた。
勲記（叙勲辞令書）のうち、親授の勲章の勲記は、御名国璽（御璽ではない）の後、内閣総理大臣が奉じて賞勲局総裁に署名させた。大臣みずから副署せず、賞勲局総裁に署名させたのは、フランスのレジオンドヌール勲章の制度に倣ったもので、公式令制定前からの慣例であった。1904年の公式令草案は、叙勲は大権の施行なのでこの慣例は妥当でないが、いま急に変えると叙勲の実務に支障をきたすので当面は慣例のままにとどめ、いつか修正すべきであると主張していた。詔勅たる親授の勲記の範囲については、1907年公式令制定時は勳一等功三級以上、1921年公式令改正後は勳二等功三級以上、1940年公式令改正後は勳一等功二級以上、というように範囲が狭くなっていった。

#### 勅語
口頭による詔勅を勅語といった。文書によらない勅旨が勅語とされた。
通例として帝国議会開院式や閉会式で勅語が下された。開院式の勅語は、国務大臣の輔弼により文書に記して議会に渡されるが、本来は勅語の筆写であるから、公式令でその形式を示すものではないとされた。
皇室の大事にかかわる儀式において勅語が下された。具体的には、践祚後朝見の儀、即位礼当日紫宸殿の儀、即位礼及大嘗祭後大饗、立太子礼当日賢所御前の儀、大喪後恵恤の儀において勅語が下された。
天皇が内帑金（御手許金）を下賜するときに勅語を下すことがあった。たとえば、明治天皇の済生勅語、大正天皇の在郷軍人会への勅語、昭和天皇の軍人援護の勅語、戦災者援護の勅語などは賜金の際に下された。
大正天皇は皇位を継いで半月後の8月に、山県有朋、大山巌、松方正義、井上馨、桂太郎を召して、それぞれに対し次のような勅語を与えた。卿は多年にわたり先帝に仕え直接その聖旨を承けていた、朕はいま先帝の遺業を継ぐにあたって卿の助力を必要とすることが多い、卿は宜しく朕の意を体し朕の業を助ける所あるべし、と。このとき内閣総理大臣であった西園寺公望も、同年12月に内閣総理大臣を辞める際に同様の勅語を与えられた。
第一次世界大戦やシベリア出兵の際には軍への勅語が官報に掲載された。たとえば、青島陥落、ドイツとの講和、シベリア撤兵などに関して軍へ勅語を下した。
教育関連ではたびたび勅語が下された。学制50年記念式典での勅語、教育担任者への勅語、小学校教員代表者への勅語、青少年学徒への勅語、教育勅語渙発50年記念式典での勅語。いずれの勅語についてもその趣旨を補足するため文部省が訓令を発した。
また、何かの何周年かを記念して勅語が下されることがあった。上記の教育関連のもの以外でいうと、鉄道50年祝典、徴兵制60年、支那事変1年、帝国憲法発布50年祝賀式典、自治制50周年記念式、裁判所構成法50年、紀元2600年式典において勅語が下された。  

### 国務大臣の副署を要しない詔勅
帝国憲法第55条第2項により「国務ニ関ル詔勅」には国務大臣の副署を要するとされた。国務ニ関ル詔勅とは国務大臣の天皇輔弼責任に関する詔勅であって、それ以外の詔勅は国務大臣の副署を必ずしも要しなかった。国務大臣の副署を要しない詔勅としては次のものがあった。
- 純粋に皇室内部の事務に関する詔勅[171]。たとえば皇室の事務に関する勅書、国務に関わらない皇室令、親任の宮内官の官記には国務大臣は副署しなかった[172]。
- 軍の統帥に関する詔勅[171]。軍令のうち公示の要するものには陸軍大臣や海軍大臣が副署するが、軍令は統帥に関する規定であり、国務に関する詔勅でないと見なされるので、陸軍大臣・海軍大臣は国務大臣として副署するのではなく軍の統帥に関与する当局者としての資格において副署すると解された[173]。
- 栄典に関する詔勅[171]。たとえば爵記、位記、勲記は天皇が親署するものであっても国務大臣は副署しなかった[174]。
- 神霊につげる告文[171]。告文については何も規定がない[175]。

勅語には実例として国務大臣の副署がなかった。副署はその性質上文書による詔勅に限られるので当然ながら口頭による詔勅に副署することはできないが、天皇が口頭で発した詔勅を書面に書いて渡す場合でも、その書面を勅語の写しであると見做して、それに国務大臣が副署しないのを慣例とした。帝国議会開院式の勅語や、元老優遇の御沙汰書などは勅語の写しという扱いであり、大臣の副署はなかった。

### 詔勅に準じる文書
天皇親署と大臣副署が行われる詔勅は特に重要なものに限られた。それ以外は天皇の勅裁による事案であっても、天皇の勅旨を大臣が奉じてこれを伝えたり、天皇の勅裁を経て大臣がこれを表示したりした。天皇の大権が外部に表示される形式は次の3種に区分された。
1. 最も重要な勅旨は詔勅であった。
2. 詔勅の次に重要なのは、大臣等が天皇の勅旨を奉じてこれを表示する場合であった。詔勅と同じく天皇の勅旨の表示であるが、大臣等に表示させるものであって、親署がなく大臣等の署名しかなかった。ただし御璽か国璽を押印した。
3. 比較的に軽い事案は大臣らが天皇の勅裁を得てこれを表示する場合があった。この場合、勅裁は内部の手続きでしかなく、外部に対しては大臣等の意思表示としての形式であった。

以上の3種の区別は様々な場合に見られた。官吏の任命について親任・勅任・奏任を区別し、位階の授与について親授・勅授・奏授を区別するのがその例であった。たとえば官記についていうと、天皇親署があるのは親任官の官記に限られ、勅任官と奏任官の官記には天皇親署がなく内閣総理大臣の署名があるだけで、勅任官の官記には内閣総理大臣「之ヲ奉ス」といい、奏任官の官記には内閣総理大臣「之ヲ宣ス」といった。
1879年（明治12年）の公文上奏式では詔勅と奏事を区別し、奏事を更に三類に分けていた。1923年（大正12年）時点で公文上奏式は次のようになっていた。
- 詔勅は、天皇の意思を受けて内閣書記官に案を作らせ、これを大臣が考査し天皇に覆奏し裁可を請い、天皇自ら可印を押し、大臣に付して例によって施行させた。これを勅旨ヲ奉シ謹ミテ奏スといった。
- 第一類奏事は閣議決定を経るものを上奏して裁可を仰いだ。天皇はこれを裁可する場合、その文書に可印を押した。これを裁可とも呼んだ。裁可の例は次のとおり。
  - 勅任官の任免、
  - 貴族院・衆議院の議長・副議長の命免、貴族院議員の命免、日本銀行総裁の命免、
  - 二位・三位・四位の贈位伺い、授勲、
  - 準備金支出の件、臨時軍事費支出の件、臨時事件予備費支出の件、
  - 法律や予算の帝国議会への提出の件、
  - 条約批准の件、
  - 恩赦、　など。
- 第二類奏事は恒例の事や閣議決定を要しない小事を大臣より直に天皇に奏聞した。天皇は、奏聞を認めた場合、その文書に聞印を押した。これを奏聞とも呼んだ。奏聞の例は次のとおり。
  - 奏任官の任免、
  - 特殊銀行・特殊会社・各種委員会の職員命免、日本赤十字社の社長・副社長の命免、
  - 五位以下の贈位伺い、
  - 勅諭の下付・還納・転載、　ほか多数[178]。
- 第三類奏事は奏請のほか報告の類を天皇に供覧するにとどめた。天皇はこれを見た場合、その文書に覧印を押した[21]。これを御覧ニ供スルといった。以上[178]。

1923年（大正12年）には裁可（第一類奏事）と奏聞（第二類奏事）に実質的相違がないという理由で、両者の区分をやめ、裁可に統一した。勅旨ヲ奉シ謹ミテ奏ス形式（詔勅）と御覧ニ供スルモノ（第三類奏事）は従前のままとした。

### 詔勅のあり方を巡る論説

#### 伝・聖徳太子
聖徳太子（厩戸皇子）がみずから執筆したと伝えられる十七条憲法は第三条で承詔必謹（詔をうけたら必ずしたがうこと）を命じた。この条文は例えば次のように読む。
三に曰く。詔を承ては必ず謹め。君をば即ち天とす、臣をば即ち地とす。天覆い、地載せて、四時順行し、万気通ずることを得。地、天を覆わんと欲せば、即ち壊るることを致さんのみ。是れを以て、君言うとき臣承けたまわり、上行うときは下靡く。故に詔を承けては必ず慎め。謹まざれば自らに敗れなん。

#### 尾崎行雄
1912年（大正元年）12月、西園寺公望が内閣総理大臣を辞め、桂太郎が内大臣兼侍従長から内閣総理大臣に転じることになった。その際、桂は大正天皇から「卿をして輔国の重任に就かしめん」との勅語を受け、さらに組閣に当たって大正天皇の勅語をもって斎藤実を海軍大臣に留任させた。衆議院では尾崎行雄が演説に立ち、桂を次のように弾劾した。
〔前略〕内大臣兼侍従長の職をかたじけのうしておりながら総理大臣となるにあたっても、優詔を拝し、またその後も海軍大臣の留任等についても、しきりに優詔をわずらわしたてまつったということは、宮中府中の区別をみだるというのが、非難の第一点であります。…
ただいま桂公爵の答弁によりますれば、自分の拝したてまつったのは勅語にして詔勅ではないがごとき意味を述べられましたが、勅語もまた詔勅の一つである（「ヒヤヒヤ」）。しかして我が帝国憲法は、すべての詔勅 ― 国務に関するところの詔勅は必ず国務大臣の副署を要せざるべからざることを特筆大書してあって、勅語といおうとも、勅諭といおうとも、何といおうとも、その間において区別はないのであります（「ノウノウ」「誤解誤解」と呼ぶ者あり）。もし、しからずというならば、国務に関するところの勅語に、もし過ちあったならば、その責任は何人がこれを負うのか（「ヒヤヒヤ」拍手起る）。畏れ多くも　天皇陛下直接の御責任にあたらせられなければならぬことになるではないか。〔略〕
勅語であっても、何であっても、およそ人間のするところのものに過ちのないということは言えないのである（拍手起る）。ここにおいて憲法はこの過ちなきことを保障するがために（「勅語に過ちとは何のことだ、取消せ」と呼ぶ者あり、議場騒然）…我が憲法の精神は　天皇を神聖 侵してはならない地位に置かれるために総ての詔勅に対しては国務大臣をしてその責任を負わせるのである・・・（「天皇は神聖なり」「退場を命ずべし」と呼ぶ者あり）〔略〕
殊に、ただいまの弁明によれば勅語は総て責任なしという。勅語と詔勅とは違うというがごときは、彼ら一輩の曲学阿世の徒の、憲法論において、このごときことがあるかも知れないが、天下通有の大義において、そのようなことは許さぬのである。〔略〕

彼らは玉座をもって胸壁となし、詔勅をもって弾丸に代えて政敵を倒さんとするものではないか。〔後略〕

#### 美濃部達吉
美濃部達吉は1927年（昭和2年）に発行した『逐条憲法精義』の中で、詔勅は決して神聖不可侵ではなく、詔勅を非難しても天皇への不敬にあたらず、詔勅への批評や論議は国民の自由であると主張した。すなわち帝国憲法第3条「天皇ハ神聖ニシテ侵スベカラズ」について次のように説いた。
憲法以前に於いては責任政治の原則が未だ認められず、天皇の御一身のみならず、天皇の詔勅をも神聖侵さざるべきものと為し、詔勅を非議論難する行為は総て天皇に対する不敬の行為であるとせられて居た。憲法は之に反して大臣責任の制度を定め、総て国務に関する詔勅に付いては国務大臣がその責に任ずるものとした為に、詔勅を非難することは即ち国務大臣の責任を論議する所以であつて毫も天皇に対する不敬を意味しないものとなつた。それが立憲政治の責任政治たる所以であつて、此の意味に於いて、天皇の詔勅は決して神聖不可侵の性質を有するものではない。『天皇ハ神聖ニシテ侵スヘカラス』といふ規定は、専ら天皇の御一身にのみ関する規定であつて、詔勅に関する規定ではない。天皇の大権の行使に付き、詔勅に付き、批評し論議することは、立憲政治に於いては国民の当然の自由に属するものである。
この詔勅批判自由説は1935年（昭和10年）の天皇機関説事件で特に問題視された。
衆議院議員江藤源九郎は、美濃部の詔勅批判自由説と天皇機関説が天皇に対する不敬罪を構成するとして、美濃部を不敬罪で告発した。検事局の取り調べにおいて、美濃部は天皇に対する不敬行為を敢えてする意思をもたないため不敬罪を構成しないと主張した。
美濃部は取り調べにおいて、天皇機関説の誤りを認めなかったが、詔勅批判自由説については解説に不十分な点があったことを認めた。すなわち美濃部は、国務に関する詔勅を政治上のものと道徳上のものとに区別し、法律・勅令・条約はもちろん、道徳上の詔勅を含め、国務に関する詔勅は全て議論・非難できると主張した。美濃部によると法律・勅令・条約の本文と上諭は一体として詔勅を構成するのであって、一般国民は詔勅といえば教育勅語の類いを想起するかもかもしれないが、美濃部は法律・勅令・条約を詔勅の代表として『逐条憲法精義』第3条解説（上記引用）を記述した。美濃部はこれを記述した際に、主として法律・勅令・条約を念頭におき、その他の詔勅を考慮しなかった。美濃部はこの点に限り、解説が不十分であったことを認めた。
教育勅語については、美濃部はこれを国務に関する詔勅であると考えて『逐条憲法精義』第55条解説でもそう書いていたため、教育勅語も法律上だけでなく道徳上も批判してよいという趣旨に読まれる恐れがあることを認めた。明治天皇紀の編修官長であった三上参次から美濃部が聞いた話によると、教育勅語は批判されるのを避けるために故意に副署を省いたいうことであった。美濃部はこの話を聞いて考えを改め、教育勅語は明治天皇自身の教えということになるため道徳上でけでなく法律上も非難を加えることは許されないと考えるようになった。
昭和天皇は美濃部の学説を内々で擁護していたが、ただ美濃部の説の穏当でない点も指摘しており、その一つが詔勅批判自由説であった。司法大臣から昭和天皇への奏上の原稿には次のように書かれていた。詔勅批判自由説に関する『逐条憲法精義』の記述について、その行文が不用意・不正確にして、その叙説が妥当を欠き、その読者に対して国務に関するものであれば詔勅自体を批判するのは国民の当然の自由であるとの感を抱かせるおそれがある。これは出版法第26条の皇室の尊厳を冒涜する罪を構成すると認めることができる。ただし同書が出版されたときは罰則が規定されていなかったこと等から、美濃部の処分を起訴猶予処分にとどめた、と。

### 憲法改正に関わる詔勅
1946年（昭和21年）、帝国憲法の改正案は、GHQ草案に基づき、GHQとの交渉を経て、3月6日に「憲法改正草案要綱」として発表された。それと同時に勅語も出された。この勅語は、憲法に抜本的改正を加え国家再建の礎を定めることを希求し、政府当局に「朕ノ意ヲ体シ必ズ此ノ目的ヲ達成セムコトヲ期セヨ」と命じるものであった。同年6月20日、「帝国憲法改正案」は勅書の形式をもって帝国議会に提出された。「帝国憲法改正案」は、衆議院、貴族院、枢密院の可決と天皇の裁可を経て、同年11月3日に「日本国憲法」として公布された。日本国憲法には上諭が付され、その上諭には御名御璽のあと国務各大臣が副署した。この日の記念式典では勅語が下され「朕は、国民と共に、全力をあげ、相携へて、この憲法を正しく運用」したいという思いを述べた。

## 日本国憲法下の詔勅
1947年施行の日本国憲法は、国政は国民の信託によるものであり、その権威が国民に由来し、その権力を国民の代表者が行使し、その福利を国民が享受することを人類普遍の原理とみなし、その原理に反する詔勅を排除するとしている。また、憲法の条規に反する詔勅は効力を有しないともしている。

### 御名御璽のある文書
日本国憲法下において天皇の御名御璽のある文書としては以下のものがある。

#### 詔書
国会召集・衆議院解散・衆議院議員総選挙施行公示・参議院議員通常選挙施行公示は詔書を以って行われる。

#### 公布書
天皇は憲法改正・法律・政令・条約を公布する。法律・政令・条約の公布文には御璽を押印する。たとえば法律を公布するときは、原則として「何々をここに公布する」旨の公布文、御名御璽、年月日、内閣総理大臣の副署が記された公布書を法律本体の前に置く。政令や条約についても同様の例である。

#### 外交文書
条約批准書、全権委任状、大使・公使の信任状は、天皇の認証を要するとともに、これに御璽を押印することになっている。2018年新任駐米大使への信任状に御名御璽のあることが確認できる。

#### 辞令書
内閣総理大臣と最高裁判所長官は、その親任式において天皇から任命する旨の言葉を受けた後、内閣総理大臣にはその前任者から、最高裁判所長官には内閣総理大臣から官記が伝達される。

天皇の認証を要する認証官は、その任命式において、内閣総理大臣から官記（任命書とも辞令ともいう）を受け、その際に慣例として天皇から言葉をもらう。認証官の官記には天皇が親署し、御璽を押印する。認証官の官記の実例をみると内閣総理大臣の署名の後に御名御璽のあることが確認できる。認証官は国務大臣のほか、副大臣、内閣官房副長官、人事官、検査官、公正取引委員会委員長、原子力規制委員会委員長、宮内庁長官、侍従長、特命全権大使、特命全権公使、最高裁判所判事、高等裁判所長官、検事総長、次長検事、検事長である。

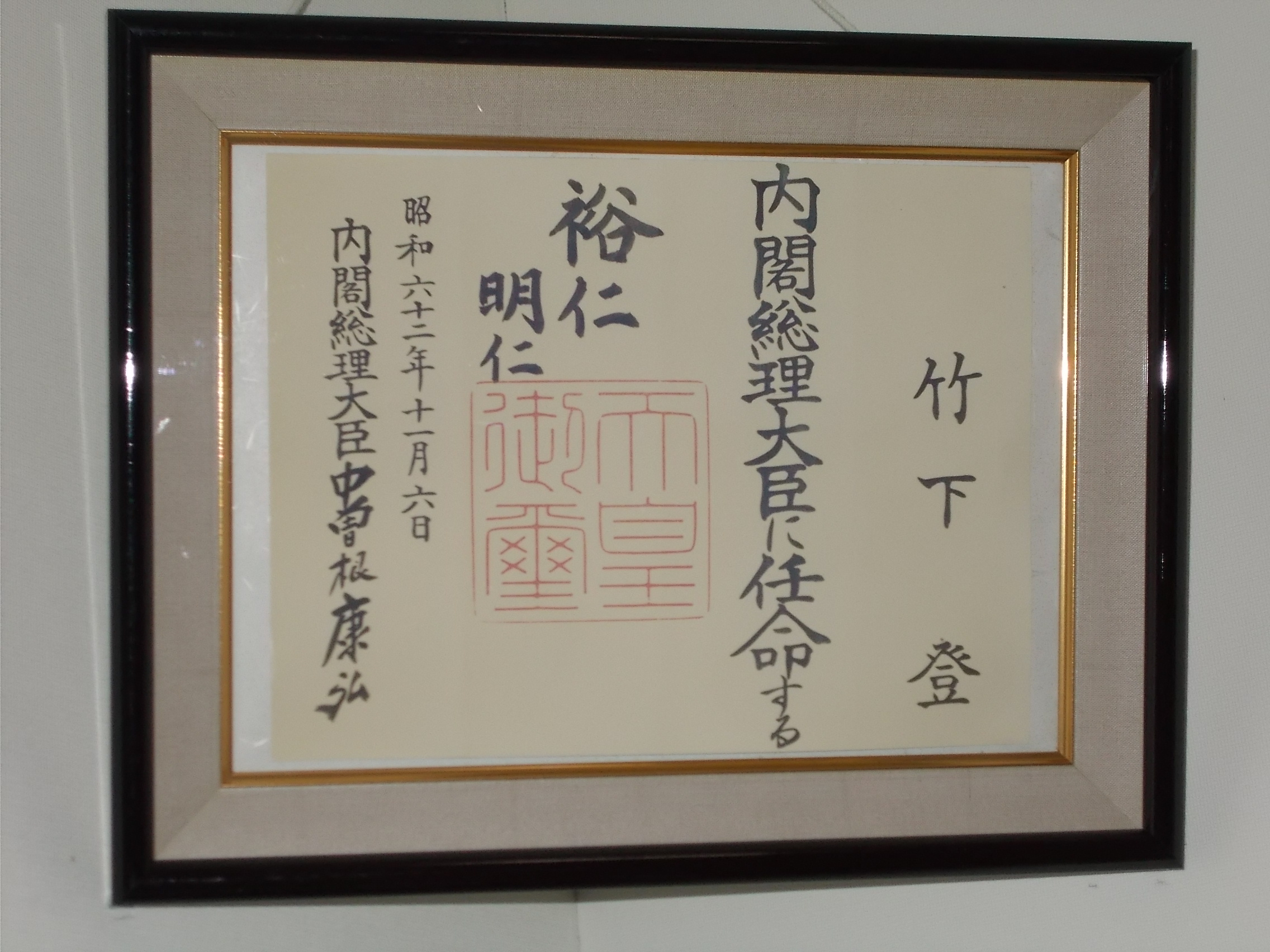
内閣総理大臣に対する官記。左端にある前任の内閣総理大臣の署名は副署であり、国事行為が内閣の助言と承認により行われたことを内閣を代表して確認する意味合いがあるとされている。
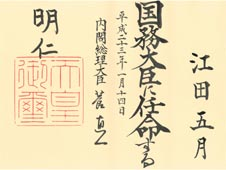
内閣総理大臣以外の国務大臣に対する官記。御名御璽よりも右側にある内閣総理大臣の署名は、任命権者としての署名である。

#### 叙勲
文化勲章や、大勲位菊花大綬章、桐花大綬章、旭日大綬章、瑞宝大綬章は、親授式において天皇から授章者に手渡され、その勲記は内閣総理大臣を経由して授賞者に渡される。勲記には国璽が押印される。実例をみると文化勲章の勲記に御名と国璽のあることが確認できる。

### 公表される天皇の言葉
公表される天皇の言葉として以下のものがある。

#### おことば
「おことば」は、即位後朝見の儀、天皇臨御の式典、天皇の外国訪問、退位礼正殿の儀などの際に、天皇の口頭により発せられる。
国会開会式での「おことば」については、1947年の新憲法施行当初は従来どおり「勅語」と表記されていたが、1953年の第16回国会から「御言葉」に改められ、1955年の第36回国会以降は平仮名で「おことば」と表記されている。
平成時代には特別な場合にビデオ・メッセージの形で「おことば」が発表されたことがある。2011年の東日本大震災に際してのメッセージと、2016年に譲位の意向を示したメッセージである。

#### 記者会見
平成時代には即位・天皇誕生日・外国訪問等に際して宮殿などに設けた会見場で記者会見を開き、記者からの代表質問に対して天皇親ら答えていた。令和時代の天皇は、皇太子であった頃は記者会見を行っていたが、2019年（令和元年）5月に天皇に即位してから同年7月現在に至るまで記者会見を行った記録が見当たらない。

#### 年頭所感
年頭所感は天皇が前年を振り返り人々の幸せを祈る言葉であるといわれる。宮内庁では天皇の年頭所感を「天皇陛下のご感想（新年に当たり）」と呼称している。
平成の天皇は55歳で即位し、83歳になるまで毎年正月元日に公務として年頭所感を公表しつづけた。2017年（平成29年）、高齢になった天皇の負担を軽減する目的で、その翌年から年頭所感の公表を取りやめることになった。2019年5月1日、時代は平成から令和にかわり、59歳の皇太子徳仁親王が新天皇に即位した。2020年（令和2年）正月に年頭所感を公表した。